# Sned skalldeformitet
Sned skalldeformitet, plagiocefali, grekiska "sned skalle", innebär en sned skallasymmetri. Lägesbetingad skallasymmetri kan drabba spädbarn om de ständigt ligger i samma läge med huvudet mot fast underlag.
Skallasymmetri, sned skalle (plagiocefali) och platt bakhuvud (brachycefali) har ökat under senare år, sannolikt på grund av att barn tillbringar mycket tid med huvudet i samma ställning.
Barn med torticollis har ökad risk för att urveckla sned skallasymmetri.
Det är viktigt att skilja mellan lägesbetingad skallasymmetri och kraniosynostos som är en för tidig sammanväxning av spädbarnets skallben. Kraniosynostos är betydligt ovanligare än lägesbetingad asymmetri.